# Jean-Philippe de Béla
Pour les articles homonymes, voir Béla.
Jean-Philippe de Béla ou Jeanne-Philippe de Béla, dit le chevalier de Béla, né à Mauléon en 1709, et mort à Pau en 1796, est un militaire et écrivain basque français.

## La dynastie Béla

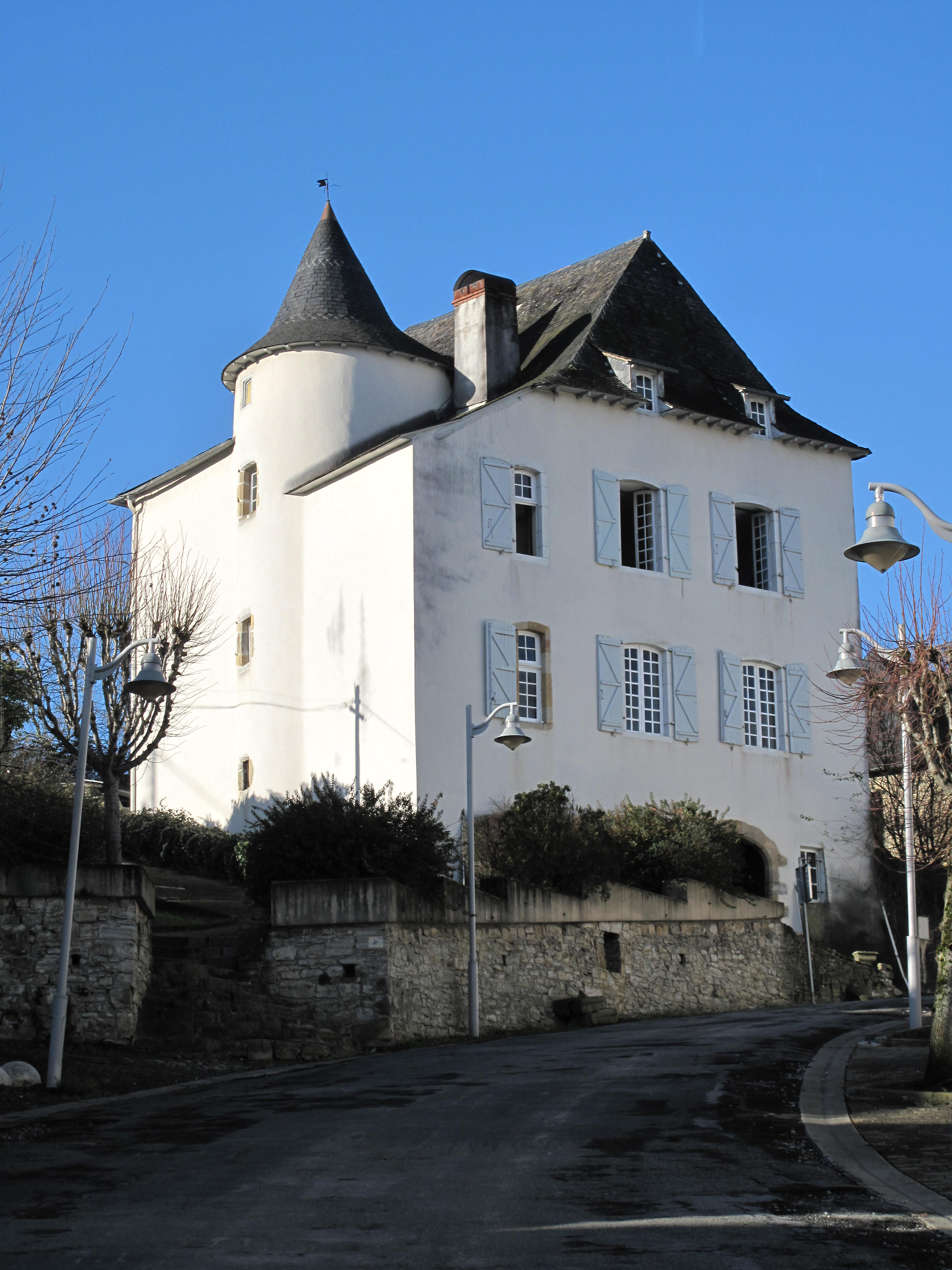
Le manoir de Bela, à Mauléon

Jean-Philippe de Béla fait partie de la famille Béla, qui a marqué l'histoire de la Soule et du Béarn voisin.
D'après P. Haristoy, les Bela sont d'origine basque, ils sont issus du lignage des Velaz (ou Belaz qui se transformera en Bela) de Medrano. Ils étaient parents avec les seigneurs de Lacarre et apparaissent en Soule au début du XVIe siècle ; Garcia Velaz de Medrano épouse en 1525, l'héritière du domec de Chéraute. André de Bela qui obtient en 1679, l'érection de la seigneurie de Cheraute en baronnie. Dans cet écartelé des Bela, le 1 et le 4 dérivent apparemment des armes des Velaz de Medrano. La branche aînée des Velaz de Medrano porte une croix fleuronnée d'or. Mais Joan Velaz de Medrano, d'une branche cadette porte séparément dans ses armoiries, un loup et un palmier, qui s'est transformé en pin. Dans le 2 et le 3, figurent le lion d'or qui est des Johanne, famille de Mauléon, dont la fille Catherine épousera Gérard de Bela. Sur le tout, le lion d'argent est pour le domec de Chéraute. Ces armes où figurent le blason du lignage d'origine navarraise et le blason familial de son épouse, furent sans doute composées après le mariage de Gérard de Bela au XVIe siècle. Gratian de Bela (Belaz s'est transformé en Bela), fils de Garcia de Velaz de Medrano, épouse vers 1543 la fille et héritière d'Arnaud d'Ohix, bailli de Mauléon Jean Belzunce ; Gratian de Bela deviendra syndic du Pays de Soule en 1553. Il  était le fils de Garcia de Belez, qui deviendra Bela. Gérard de Béla (1550 - 1633), fils de Gratian et de Mirabelle d'Ohix, fut bailli et lieutenant général de Jean de Belzunce, capitaine-châtelain et gouverneur de Soule.
Né catholique, il opta pour la Réforme lors de son mariage avec Catherine de Johanne, fille du secrétaire d'État de Jeanne d'Albret. Leur fils, Jacques de Béla (1586 - 1667), fut juge et bailli royal. Jurisconsulte et homme de lettres calviniste qui se refusa à abjurer sa foi, il est avec Jean-Philippe de Béla, le plus illustre des Béla. Il est l'auteur de volumineux Commentaires manuscrits datés du début du XVIIe siècle, qui alliés à ceux de Meharon de Maytie (fin du XVIIIe siècle), permettent de mieux comprendre la coutume de Soule alors en vigueur. Vers 1615, il écrit ses Tablettes, une compilation monumentale en six volumes restée inédite, rassemblant entre autres une cinquantaine de proverbes, qui le rapprochent de l'œuvre du parémiologue Arnauld Oihénart.
Les noms portés par les Béla avaient la particularité de se décliner avec les lignées. On trouve ainsi le premier fils de Jacques de Béla, qui eut sept enfants, sous le nom de Philippe de Bélapoey. On retient de lui qu'il est le père d'un autre Jacques, et grand-père de Jean-Pierre Théodore, comte de Béla dit le comte charmant, préfet et chambellan (« préfet de la table royale ») de Stanislas II de Pologne, et de Jean de Béla de la Salle, qui fit don à sa mort d'une somme importante aux états de Soule pour faire construire une maison d'éducation pour jeunes filles à Mauléon.
On retrouve également les patronymes (Salomon de) Bélaspect, (Athanase de) Bélapeyre, (Jean de) Bélagrace (neveu du précédent), (André de) Béla-Chéraute et les Bélapéritz. Athanase de Bélapeyre était curé catholique de Chéraute, vicaire général et « oficial » de Soule, et fils de Jacques de Béla qui, lui, était protestant. Il publia en 1696 à Pau le premier catéchisme écrit en basque.
Les Béla possédaient le moulin d'Asconéguy et la maison Planterose à Mauléon. Le moulin présente encore les armoiries de la famille sur son linteau, daté de 1767.

## Biographie
Jean-Philippe de Béla, ainé de six frères, fut brigadier général des armées du roi.
Lieutenant des dragons à Metz, il combat en Suède et en Europe orientale et participe à la guerre de Succession de Pologne (1733 - 1738) dès 1733. Fait prisonnier par les Russes dans la forteresse polonaise de Dantzig, il est un proche du roi Stanislas Leszczyński (réfugié dans cette même forteresse) qu'il rejoint à Königsberg après s'être évadé. Cette évasion rocambolesque est relatée dans ses Mémoires militaires.
Il invente et fait accepter en 1738 un nouveau modèle de canon et forme en 1745, avec l'approbation de Louis XV, un corps composé exclusivement de soldats basques, appelé les Cantabres volontaires, puis le Royal Cantabre, précurseur des chasseurs basques avec lesquels s'illustra Jean Isidore Harispe. Le Royal Cantabre fut supprimé en 1749, mais sous une forme plus réduite, perdura jusqu'en 1762. Il se distingua en particulier dans les Flandres.
Il revient à la vie civile en 1767 et consacre désormais sa vie à la littérature et à la politique. Il entre aux États de Soule en 1767 et aux États du Béarn en 1778.

## Œuvres
- Mémoires militaires ;
- Histoire du Royal Cantabre ;
- Histoire des Basques[8] ;
- Mémoires administratifs divers, comme Les limites de Sainte-Engrâce avant l'usurpation béarnaise[9],[10].

On lui attribue ce dicton fataliste : « Lehen hala, orai hola, gero ez jakin nola » (« jadis comme ceci, maintenant comme cela, après on ne sait comme »).